# Štóske sedlo
Štóske sedlo (798 m n.p.m.) – przełęcz w głównym grzbiecie Gór Wołowskich w Łańcuchu Rudaw Słowackich. Rozdziela pasmo Kojszowskiej Hali (słow. Kojšovská hoľa) na północnym wschodzie od grupy Pipitki na południowym zachodzie. Nazwa od wsi Štós, położonej ok. 1,5 km na południowy wschód od siodła przełęczy.
Na południowo-wschodnich stokach przełęczy ma swoje źródliska Štósky potok, pierwszy lewobrzeżny dopływ Bodvy. Natomiast stoki północno-zachodnie opadają krótko ku dolinie potoku Smolník w rejonie wsi o tej samej nazwie.
Przez przełęcz prowadzi droga nr 548 z Jasova do Smolníka. Na przełęczy wznosi się kościółek pątniczy pod wezwaniem Najświętszej Marii Panny (słow. Svätá Mária) z 1757 r.
Przez przełęcz przebiega czerwono znakowany szlak turystyczny, zwany Szlakiem Bohaterów Słowackiego Powstania Narodowego (słow. Cesta hrdinov SNP) i jednocześnie dalekobieżny szlak europejski E8.